# The Bill
The Bill (en español: Policía de barrio) es una serie británica que se transmitió desde el 16 de octubre de 1984 hasta el 31 de agosto del 2010 por medio de la cadena ITV Network. La serie se centró en la vida personal y de trabajo de los agentes de policía, en cómo estos debían equilibrar su trabajo y atrapar a los criminales.
Fue creada por Geoff McQueen y contó con la participación de actores como Ashley Madekwe, Augustus Prew, Charlie Brooks, Charlie Clements, Charlotte Coleman, Charlotte Salt, Chris Gascoyne, Chris Vance, Daniel MacPherson, Danny Dyer, David Tennant, Diane Parish, Edward MacLiam, Freema Agyeman, Georgia Moffett, Hannah Waterman, Hermione Norris, Hugh Simon, Jaime Murray, Jake Wood, James McAvoy, Jamie Foreman, Jason Barry, Jason O'Mara, Joanne Froggatt, Joe Armstrong, Josh Herdman,  June Brown, Keira Knightley, Laurence Penry-Jones, Marc Warren, Nicola Stapleton, Orla Brady, Patsy Palmer, Philip Glenister, Ray Stevenson, Robert Glenister, Ronan Vibert, Rosie Marcel, Samuel Johnson, Sarah Parish, Scott Maslen, Sean Bean, Sean Harris, Stefan Dennis, Stuart Laing, Tamzin Outhwaite, Tim Mclnnerny, Todd Carty, Zoe Henry, entre otros...
En marzo de 2010 la cadena anunció que después de 26 años al aire la serie no sería renovada y sería cancelada ese mismo año. En su último episodios la serie emitió un tributo llamado "Farewell The Bill".

## Historia
La serie comienza con el primer día de trabajo en la estación de policía Sun Hill, para el oficial a prueba Jim Carver, durante una de sus rondas con la oficial June Ackland, descubren el cuerpo de una mujer mayor en la bañera. Más tarde mientras Carcer se encuentra en la patrulla el oficial Litten, este ve a un joven sospechoso y se enfrentan lo que ocasiona que su sargento supervisor llame al detective Galloway para tranquilizar al padre del joven.
A lo largo de los años a la estación de policía han llegado nuevos oficiales, superintendentes, detectives y sargentos, mientras que otros han renunciado, han muerto, han sido asesinados, arrestados o despedidos.

## Episodios
Cuando la serie comenzó sus transmisiones lo hizo con 12 episodios por año cada uno con una duración de una hora. En 1988 cambió el formato y se comenzó a transmitir dos episodios de treinta minutos por semana. En 1993 se extendió a tres episodios de treinta minutos por semana. En 1998 el formato de las transmisiones cambió a dos episodios de una hora, uno cada semana. En el 2009 la serie comenzó a emitirse en HD y se redujo sus transmisiones a una vez por semana. La serie terminó sus transmisiones con 2,400 episodios emitidos.

### Series relacionadas yspin-offs
Durante sus 27 años en la televisión The Bill apareció en varios spin-offs de series de Alemania y Holanda, al igual que en documentales.
- SOKO Leipzig: es la adaptación alemana de la serie policíaca. Se dio un crossover entre The Bill y la serie cuando la primera parte de dos del episodio "Proof Of Life" fue transmitido el 4 de septiembre de 2009.
- Bureau Kruislaan: es la adaptación holandesa de la serie. Fue producida por Joop van den Ende para VARA Television, el programa dutó cuatro años emitiéndose de 1992 a 1995.
- Die Wache: fue una adaptación policíaca alemana de la serie británica "The Bill". Como la producción no podía encontrar guionistas en ese momentos a los productores alemanes se les dio una licencia para utilizar los guiones de la serie británica. Die Wache fue transmitida por RTL Television y se transmitió de 1994 al 2006 con un total de 750 episodios.
- Burnside: es un spin-off de The Bill, la serie seguía al detective inspector de policía Frank Burnside (Christopher Ellison) en su traslado y ascenso al equipo nacional contra el crimen. El programa debutó el 6 de julio de 2000 y emitió una serie de seis episodios dividido en tres historias de dos partes. La serie fue creada por Richard Handford.[2]
- MIT: Murder Investigation Team: es un spin-off de la serie The Bill, fue estrenada el 3 de mayo de 2003 y duró dos temporadas. El drama comenzó con el grupo de los oficiales del MIT investigando el asesinato del Sargento Matthew Boyden (Tony O'Callaghan) quien trabajó como oficial de la policía en Sun Hill por once años. La serie fue creada por Paul Marquess y producida por Johnathan Young y finalizó sus transmisiones el 1 de agosto de 2005.

## Premios y nominaciones
La serie ha ganado 14 premios y ha sido nominado a más de 38. Durante su tiempo en el aire la serie ganó varios premios incluyendo BAFTA's, Writers' Guild of Great Britain, Inside Soap Awards. También ha sido nominada a premios como los National Television Awards y los Royal Television Society Awards.

## Locaciones
- Sun Hill:

La serie gira en torno a la estación de policías "Sun Hill" en la ficticia Unidad de Operaciones de Comando de la ciudad de Canley, al este de Londres, al norte del río Támesis. La dirección de la estación de la policía es 2 Sun Hill Road, Sun Hill, Canley E1 4KM', que en la vida real corresponde a áreas de Whitechapel y Stepney.
A lo largo de la serie ha habido tres lugares en donde se filmó Sun Hill la estación de policía principal en donde trabajaron todos los oficiales de la policía.
Durante la primera temporada la estación estuvo conformada por un grupo de edificios en Artichoke Hill, Wapping, al este de Londres, sin embargo esos edificios estaban a lado de la planta News International y durante el invierno de 1985 y 1986 hubo huelgas lo que ocasionó que se dieran altercados entre los huelguistas y los que ellos pensaban que eran policías pero que en realidad eran actores que estaban vestidos para sus personajes, por lo que el equipo de producción decidió cambiar la locación de la estación de policía.
La segunda locación se estableció en un depósito en Barlby Road, North Kensington en el noroeste de Londres, en donde se comenzaron las filmaciones en marzo de 1987, sin embargo en 1989 los dueños de Barlby Road les pidieron a la producción que se fueran ya que construirían ahí.
Después de realizar una extensa búsqueda para la próxima locación de la estación de policía la producción seleccionó dos sitios, uno un hospital abandonado en Clapham sin embargo no se pudo y la segunda opción fue un viejo almacén de vino en Merton, al suroeste de Londres. La producción se trasladó al almacén en marzo de 1990 y este cambio fue explicado en la pantalla como una renovación de la estación luego de que esta se viera afectada por la explosión de un coche bomba que se encontraba en el estacionamiento que terminó matando al oficial Ken Melvin (Mark Powley).
El rodaje de la serie se llevó a cabo por todo Londres, principalmente en el sur y en Merton donde Sun Hill estaba localizada. Las locaciones utilizadas cuando se filmaba la urbanización fueron:
- Cambridge Estate, en Kingston, al suroeste de Londres.[3]
- High Path Estate, en South Wimbledon, al suroeste de London (aprox. 10 minutos a pie del set de Sun Hill).
- Phipps Bridge, Mitcham.[4]
- Roundshaw Estate enfrente del Parque Mellows en Wallington, Londres.
- Sutton Estate, que incluía Durand Close en Carshalton, en donde se encotnraba un edificio de viviendas que era utilizado por la serie, sin embargo este fue demolido en noviembre de 2009.

## Producción
La serie fue producida por Thames Television. En el 2001 el actor Nash Edgerton apareció como doble en un episodio.
El nombre de la serie se originó de "El Viejo Bill" ("Old Bill"), un término del argot para policía, el cual fue una de las ideas originales de Geoff McQueen, antes de que finalmente se decidieran llamarla "The Bill". Al momento de su cancelación el programa fue la más larga serie policíaca transmitida en el Reino Unido y el más largo en la televisión Británica. Aunque la serie fue aclamada por el público y los críticos, también atrajo algunas controversias, un episodio transmitido en el 2008 en donde se trató el tema del tratamiento de la esclerosis múltiple ocasionó que el diputado George Galloway presentara un litigio por difamación.
A lo largo de los veintiséis años el programa fue transmitido por la red principal ITV ahora conocida como ITV1 en Inglaterra y Gales. En los últimos años algunos episodios fueron repetidos en estaciones digitales como UKTV Gold, Alibi, Watch y UKTV G2.
| Número | Productor        | Año         |
| ------ | ---------------- | ----------- |
| 1      | Johnathan Young  | 2005 - 2010 |
| 2      | Paul Marquess    | 2002 - 2005 |
| 3      | Chris Parr       | 2002        |
| 4      | Richard Handford | 1998 - 2002 |
| 5      | Michael Chapman  | 1989 - 1998 |
| 6      | Peter Cregeen    | 1987 - 1989 |
| 7      | Lloyd Shirley    | 1984 - 1987 |

| Número | Director           | N.º de Episodios | Año         |
| ------ | ------------------ | ---------------- | ----------- |
| 1      | Justin Chadwick    | 1                | 1999        |
| 2      | Pete Travis        | 2                | 1997        |
| 3      | David Yates        | 5                | 1994 - 1995 |
| 4      | Simon Cellan Jones | 2                | 1989 - 1990 |

## Tema Principal & Secuencia de Títulos
Los compositores de la música son Andy Pask y Charlie Morgan.
El piloto de la serie llamado "Woodentop" contó con un tema corto compuesto por Mike Westergaard, el tema fue utilizado específicamente sólo para ese episodio. La secuencia del título consistía simplemente con la palabra Woodentop (la cual aparecía letra por letra como si estuviera siendo escrita a máquina).
Para la primera temporada de serie desde el episodio "Funny Ol' Business – Cops & Robbers" la secuencia mostró a dos oficiales un hombre y una mujer caminando por la calle mientras que imágenes de Sun Hill se intercalaban entre ellos, esta secuencia se utilizó solamente para la primera temporada. Se presentó la primera versión de la canción que se volvería el tema principal de la serie "Overkill" compuesta por Charlie Morgan y Andy Pask. Los títulos finales de la serie mostrabana los pies de los agentes siguiendo el ritmo de la canción.
Para la segunda y tercera temporada la secuencia de apertura consistió en un coche de policía Rover SD1, corriendo por las calles con su sirena sonando, mostrando a los policías y sospechosos en acción. Esta secuencia mantuvo la primera versión de "Overkill", para los créditos finales se usaron los mismos que los de la primera temporada.
Para la cuarta temporada la secuencia de apertura se mantuvo casi igual, solo que se usaron clips de la serie para actualizar con el fin de remover a los personajes que se habían ido y así mantener al día los acontecimientos de la serie. Ahora el coche que se podía ver era un Ford Sierra en 1993 y posteriormente un Vauxhall Vectra en 1997. La secuencia de los créditos siguió siendo la misma, sin embargo una nueva versión de "Overkill" compuesta por Andy Pask y Charlie Morgan apareció.
El 6 de enero de 1998 comenzando desde el tercer episodio de la decimocuarta temporada titulado "Hard Cash" mostraron nuevos cambios, la secuencia del título y el tema utilizado por casi diez años fueron desechados. Ahora se podía observar una secuencia que consistía de varias imágenes de policías, una sospechosa siendo encerrado, una sospechosa siendo interrogada y otro preparándose para la foto de su ficha. Las imágenes de los actores y del coche de policía fueron removidos. Los compositores Pask y Morgan renovaron el tema de "Overkill", dándole un toque de jazz y saxofón. En los créditos finales se podía observar varias imágenes del uniforme de la policía metropolitana combinadas con los pies de un agente siguiendo el ritmo de la canción en un charco de agua. Una versión más larga de "Overkill" compuesta por Mark Russeell fue usada para los créditos finales. Estas secuencias fueron usadas por casi tres años, sin embargo se pudieron observar pequeños cambios en ese tiempo ahora el texto de la secuencia observados al inicio tenían una fuente diferente y las imágenes del uniforme de la policía y los pies siguiendo el ritmo fueron removidas para darle paso a avances del próximo capítulo. En el 2000 se hicieron nuevos cambios en la secuencia inicial en donde algunas de las imágenes fueron removidas para hacer la secuencia más corta. Mientras que la secuencia de cierre permaneció igual hasta el 2001. Durante este período un segmento de lo que había ocurrido en el episodio anterior se transmitía para informar al público de lo que había pasado.
Desde el 20 de febrero de 2001 empezando con el episodio decimocuarto de la decimoséptima temporada de la serie mostraba una secuencia de apertura y cierre completamente nueva. Ahora la secuencia de apertura consistía en imágenes de los actores del reparto en montajes respaldados por una versión más lenta de "Overkill". Los créditos finales mostraban varias imágenes relacionadas con la policía una nueva versión de "Overkill" producida por Miles Bould y Mike Westergaard. Estos títulos permanecieron casi iguales por casi dos años, sin embargo dos pequeños cambios se hicieron la fuente usada para la letra de los créditos finales se cambió a finales del mismo año y los personajes que aparecieron en la secuencia de apertura fueron actualizados en el 2002 removiendo así a los actores que ya se habían ido e incluyendo a los nuevos que aparecían en el programa, estos títulos se pudieron observar desde el episodio # 017 y otros en el episodio # 038.
El 13 de febrero de 2003 durante el episodio # 090 las secuencias de apertura y cierre fueron actualizadas, la de apertura mostraba varias imágenes de varios policías, autos y el uniforme. El fondo de la secuencias de cierre mostraba un tono azul con las imágenes removidas. Se pudo escuchar un nuevo arreglo de la canción "Overkill" hecha por Lawrence Oakley en la apertura y el cierre de las secuencias. Esta se usó por cuatro años y aunque los títulos no fueron actualizados o modificados se pudo ver un ligero cambio en donde la sombra azul cambio a ser un tono más oscuro en el 2006.
El 3 de enero de 2007 empezando desde el episodio # 471 las secuencias de apertura y cierre cambiaron de nuevo, esta vez las de apertura por primera vez mostraban imágenes del signo de Sun Hill y luego mostraba imágenes de los oficiales en acción. El tema de "Overkill" tenía nuevos arreglos realizados nuevamente por Lawrence Oakley. Las secuencias de cierre seguían a un coche de policía y cómo este viajaba por las calles de Sun Hill. Estos títulos se utilizaron por casi dos años y medio.
El 23 de julio de 2009 cuando el programa realizó cambios la secuencia de la apertura y el tema cambiaron. El tema "Overkill" fue removido por completo y se creó un nuevo tema por los Estudios Simba. La secuencia de apertura ahora estaba conformada por un coche de patrulla conduciendo por las calles de Sun Hill, mientras que la secuencia de cierre mostraba la misma patrulla ahora desde una vista aérea. Estos títulos se mantuvieron hasta el último episodio, en donde la canción fue reemplazada por la versión original de "Overkill" para el episodio final en el 2010.